# Resurrezione di Cristo con i santi Cassiano e Cecilia
La Resurrezione di Cristo con i santi Cassiano e Cecilia è un dipinto del pittore veneziano Tintoretto realizzato nel 1565 e conservato nella Chiesa di San Cassiano a Venezia.

## Descrizione e stile

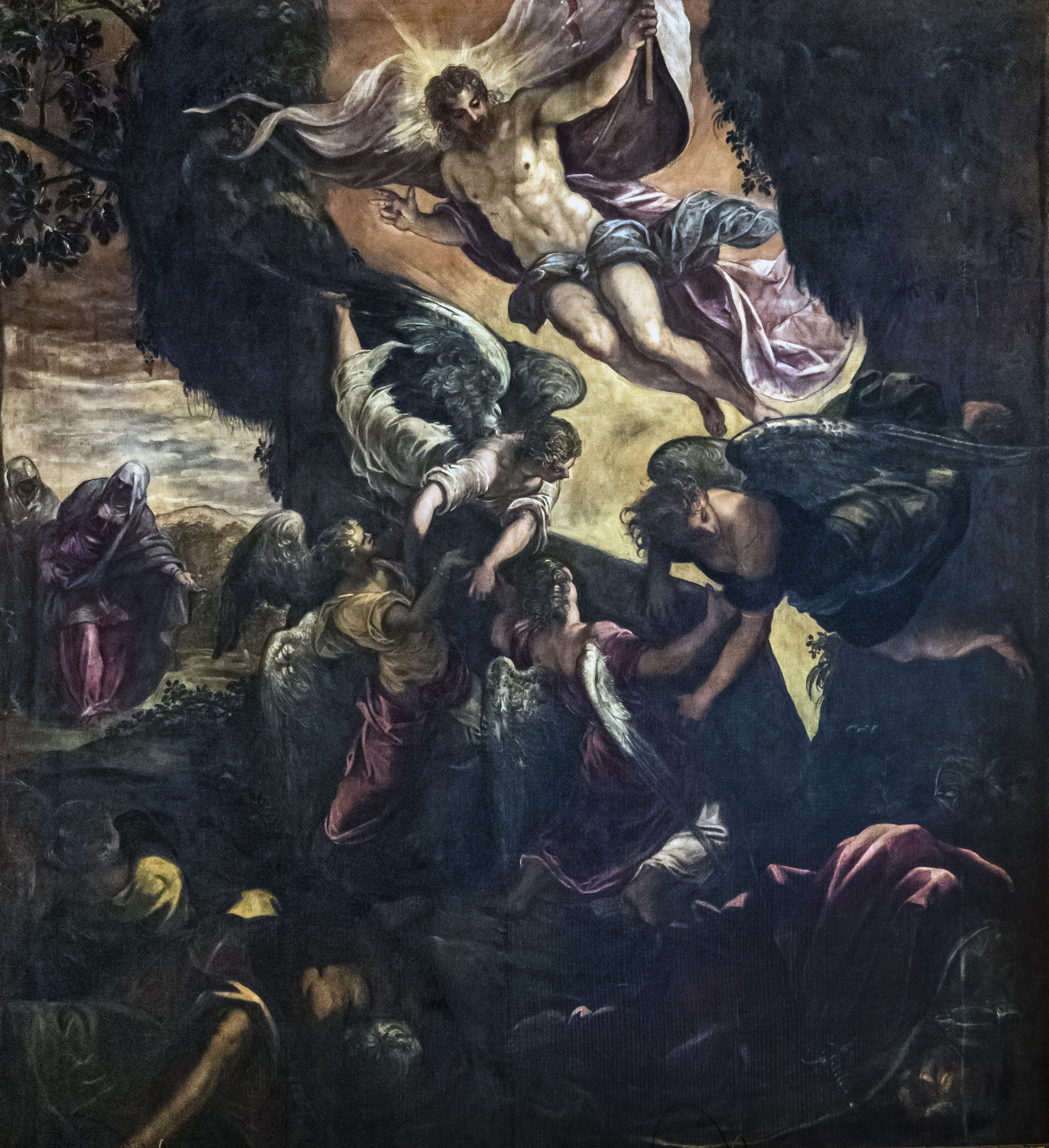
La Resurrezione di Cristo del Tintoretto nella Scuola Grande di San Rocco.

Fu commissionato nella Scuola del Santissimo Sacramento per l'altare maggiore della Chiesa di San Cassiano.
La composizione è sul tema della resurrezione di Gesù Cristo. Cristo appare in posizione verticale e smorto a differenza dalla Resurrezione di Cristo della Scuola Grande di San Rocco, seminudo che sorge dal sepolcro di pietra. Cristo è circondato da angioletti di cui quelli più superiori appaiano le mani giunte e quelli all'altezza delle gambe e sopra le teste di San Cassiano e Santa Cecilia portano una ghirlanda di fiori.
Al piano terra troviamo a sinistra San Cassiano in abiti vescovili mentre a destra Santa Cecilia tiene una palma tra le braccia giunte; in mezzo ai santi si trovano due angioletti e uno strumento musicale.